# Cabinet de curiosités (genre pictural)

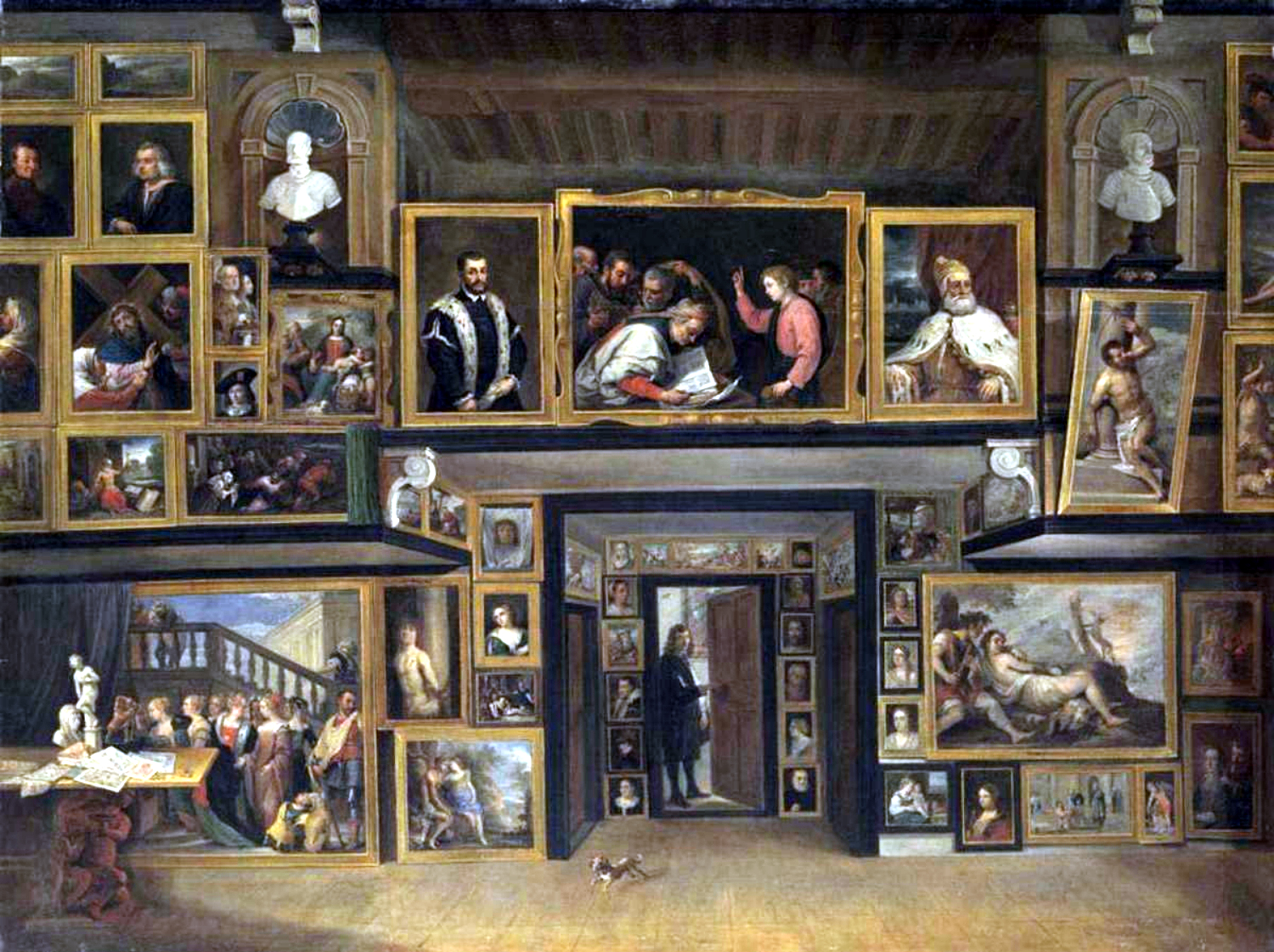
L'Archiduc Léopold-Guillaume dans sa galerie à Bruxelles (III), par David Teniers le Jeune, Staatsgalerie Schleißheim

Un cabinet de curiosités ou cabinet d'amateur (en néerlandais : kunstkamer) est un genre pictural apparu à Anvers au début du xviie siècle. Il s'agit d'un sous-genre de la peinture d'intérieur présentant une pièce, ou un meuble, chargée de peintures ou d'éléments archéologiques, d'objets à caractère scientifique, ou tout espèce d'objets, naturels ou non, représentant le durable intérêt de curiosité de leur propriétaire.

## Historique

### Apparition des cabinets de curiosités
En Europe du Nord et en Italie, à partir de la fin du xve siècle, des princes, mais aussi des érudits humanistes et des dignitaires ecclésiastiques commencent à assembler de riches collections d’objets insolites qu’ils conservent dans des pièces de leurs palais appelées cabinets de curiosités, Kunst und Wunderkammern (cabinets d’art et de merveilles) ou encore studioli.
Parmi ces collectionneurs, on peut citer les Este, à Ferrare, ou les Médicis à Florence, Ferdinand II à Innsbruck ou Rodolphe II à Prague, etc.
Ce collectionnisme se développe cours du xvie siècle pour atteindre les amateurs éclairés.

### Évolution du genre pictural
Ce n’est qu’au xviie siècle que ces collections apparaissent dans les tableaux de peintres, tout d'abord anversois. La peinture de cabinets d'amateurs constitue un véritable sous-genre en vogue dans la peinture flamande et néerlandaise. 

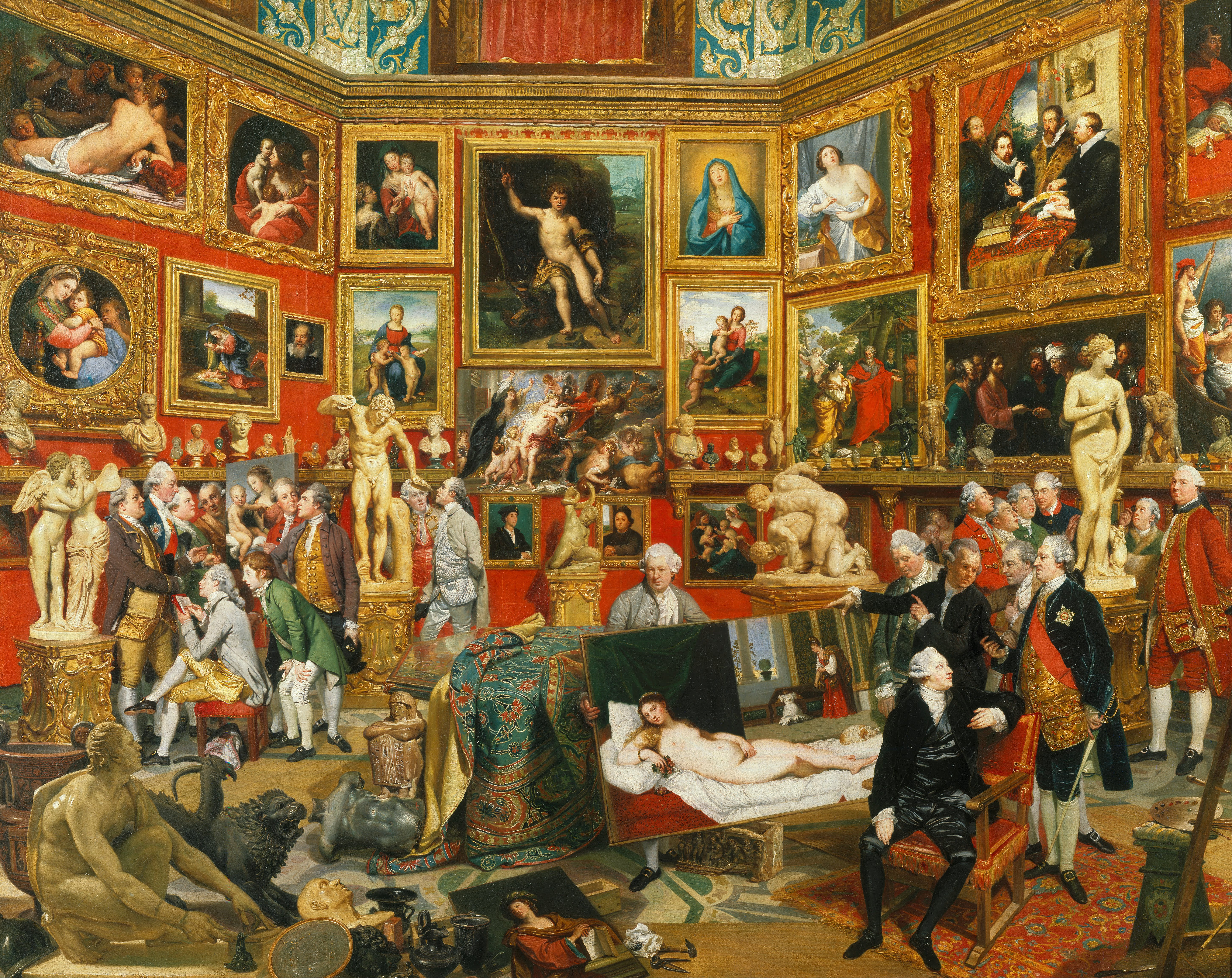
La Tribune des Offices à Florence, par Johann Zoffany, 1772–1778, Windsor Castle

Au cours du xviiie siècle, l’influence des Lumières amène les amateurs à classer leurs collections selon leur nature, donnant lieu à la naissance des premiers musées. Le genre pictural évolue vers la représentation de galeries d’art, comme La Tribune des Offices, par Johann Zoffany, ou de collections d’histoire naturelle, bien que la représentation de collectionneurs dans leur intérieur bourgeois reste présente : ainsi le peintre hollandais Adriaan de Lelie peint-il le riche collectionneur amstellodamois Jan Gildemeester Jansz. (nl) faisant visiter sa galerie de tableaux à quelques amis et personnalités, parmi lesquels le baron Cornelis Rudolphus Theodorous Krayenhoff et le peintre et dessinateur Jurriaan Andriessen.
Aux siècles suivants, le genre est toujours vivant, notamment grâce au peintre et collectionneur Alexandre Isidore Leroy de Barde (1777-1828), qui réalise de grandes gouaches de ses collections de coquillages et d’oiseaux, ou encore de James Ensor, qui peint le portrait de l'antiquaire belge Paul Bueso en 1902,.

## Caractéristiques générales
Les œuvres de ce genre pictural représentent un cabinet de curiosités, c'est-à-dire un intérieur, souvent luxueux, rempli du sol au plafond de peintures et d'autres artefacts (en allemand : Kunstkammer), ainsi que d'objets à caractère scientifique, de livres et d'atlas (en allemand : Wunderkammer). Parfois, le tableau ne représente qu'un meuble unique, étagère ou cabinet, renfermant de tels trésors.
L'amateur, qu'il soit un noble, un riche bourgeois ou un marchand, est régulièrement représenté parmi ses collections. Il peut être accompagné de personnes qui étudient les peintures, de préférence célèbres et donc reconnaissables, et autres objets exposés en détail. 
Cet étalage de luxe a pour but de susciter l'admiration du spectateur, quitte à embellir la réalité : les collectionneurs pouvaient demander au peintre d'enrichir leurs collections sur le tableau.
Le cabinet d'amateur peut parfois servir de décor à une peinture d’histoire ou à une allégorie.  

## Représentants

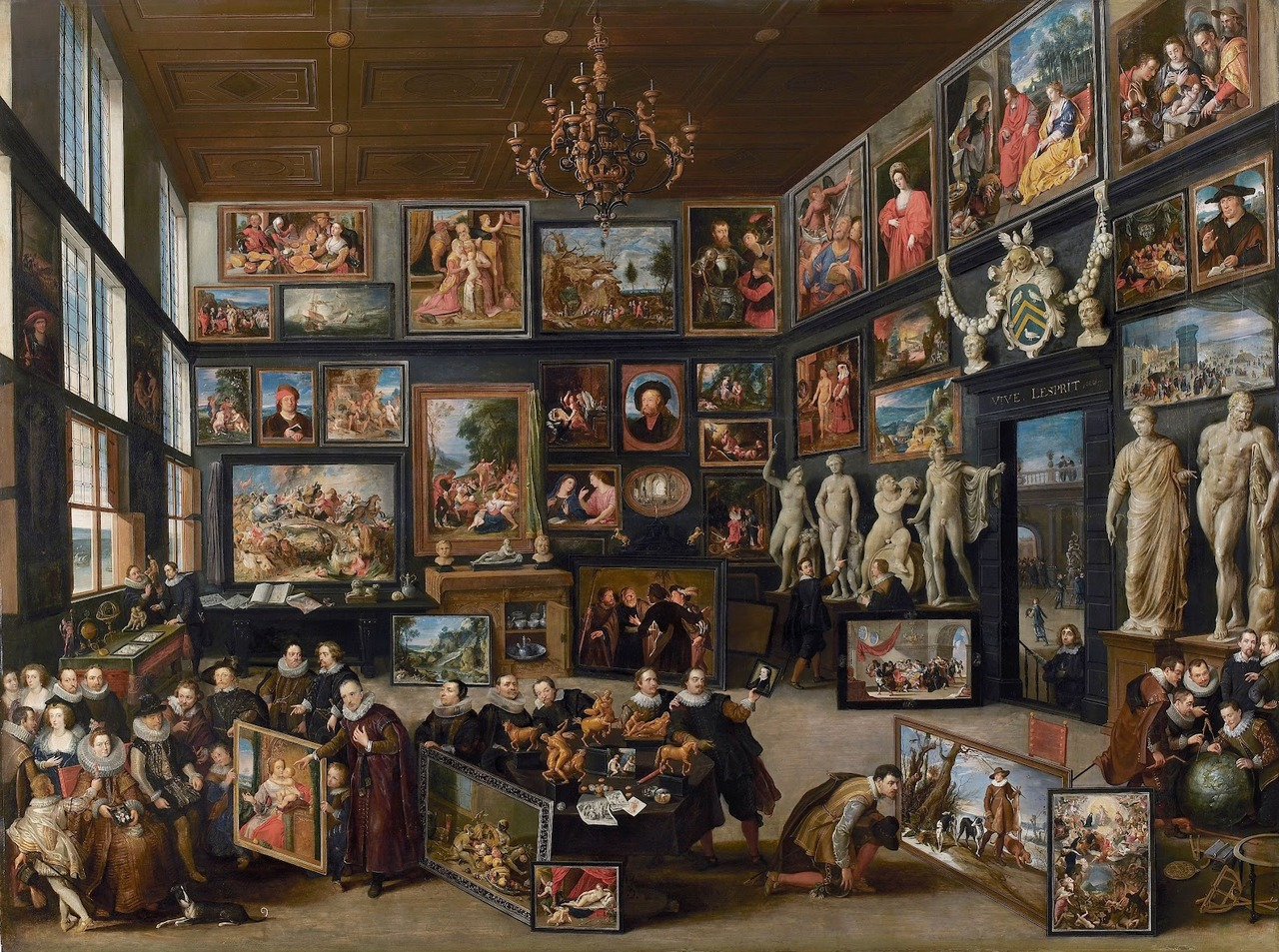
La galerie de peinture de Cornélius van der Geest, par Willem van Haecht (1628)

Frans Francken II, le membre le plus fameux d’une dynastie anversoise de peintres, produit un grand nombre de ces tableaux.
Un autre maître du genre est le peintre brabançon Willem van Haecht (1593-1637), élève de Pierre Paul Rubens. Il est le conservateur de la vaste collection d'art de Cornélius van der Geest, qu'il représente dans sa Galerie de peintures de Cornélius van der Geest (1628, Rubenshuis, Anvers), où figurent quelques personnages importants de l'époque, comme l'infante Isabelle et l'archiduc Albert, Pierre Paul Rubens ou le prince Władysław de Pologne, parmi des peintures de Jan van Eyck, Rubens, Raphaël, Quentin Metsys ou encore Titien.
L'archiduc Léopold Wilhelm de Habsbourg (1616-1662) fait appel à David Teniers le Jeune pour le représenter parmi ses riches collections afin d'asseoir son statut, son opulence et son pouvoir.
Parmi les autres peintres de cabinets d'art, on peut citer Jan Brueghel le Jeune, Jan van Kessel ou encore Cornelis de Baellieur.

## Galerie

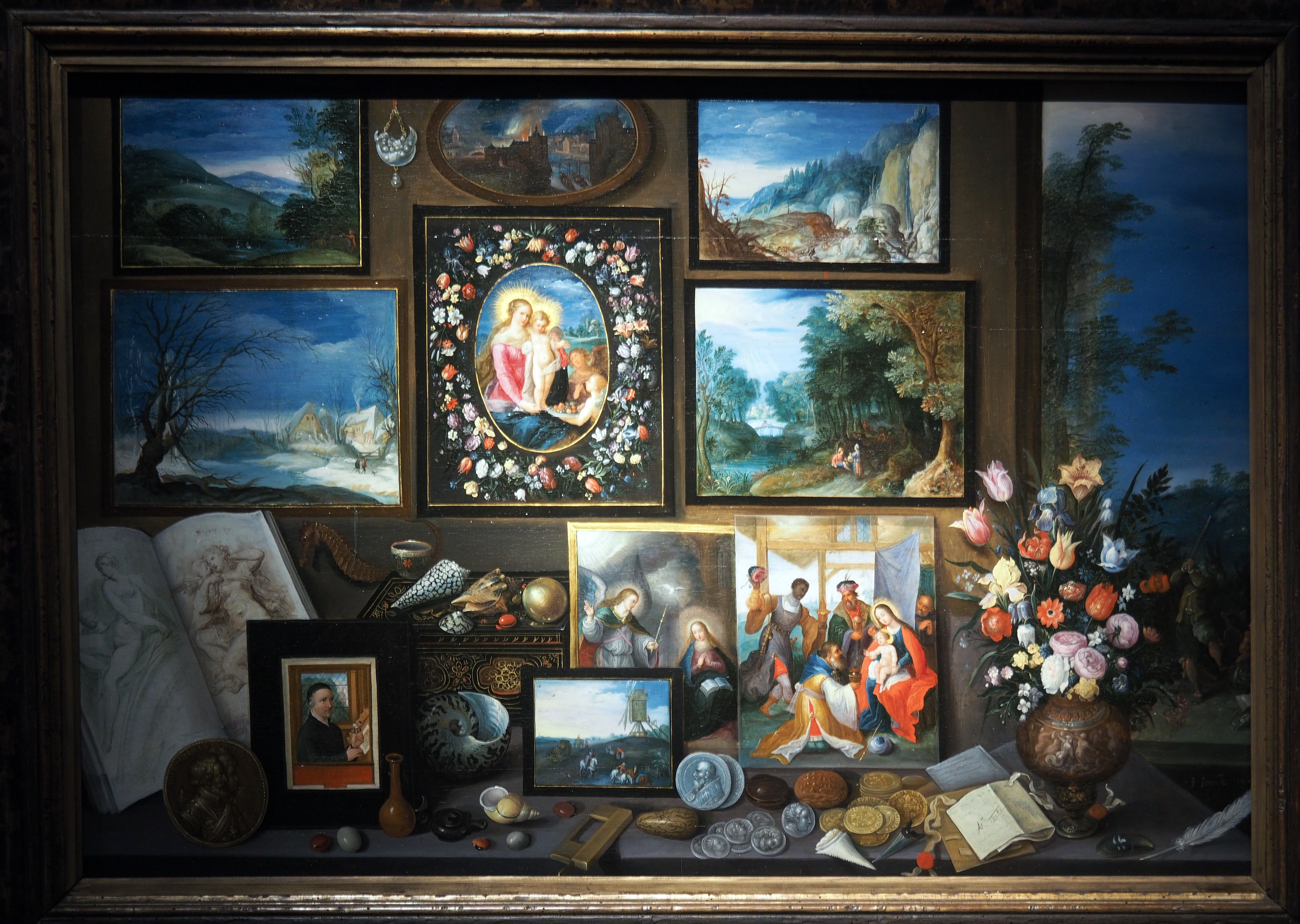
Un Cabinet de curiosités, par Frans Francken le Jeune (1619), Musée Royal des Beaux-Arts d'Anvers
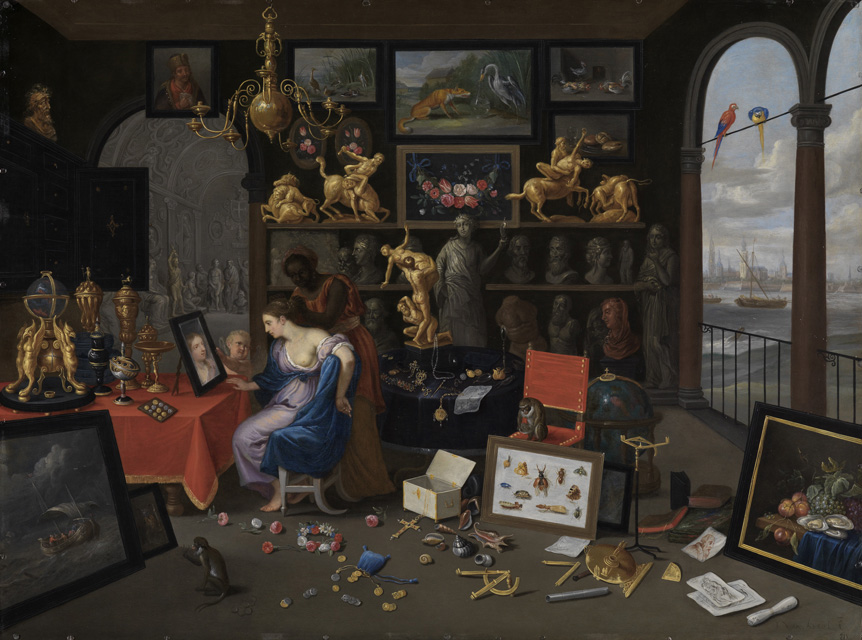
Un Cabinet d'art avec Vénus à la toilette, par Jan van Kessel (1626), Staatliche Kunsthalle Karlsruhe
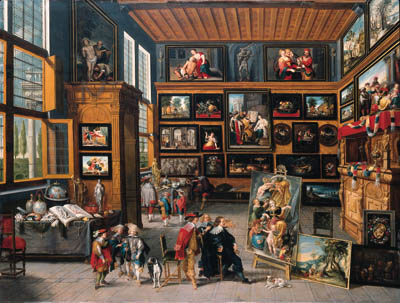
Intérieur d'une galerie de tableaux et d'objets d'art, par Cornelis de Baellieur (1637), Musée du Louvre
L'Archiduc Léopold-Guillaume et sa galerie d'art à Bruxelles, par David Teniers le Jeune (1650-1652), Musée d'histoire de l'art de Vienne
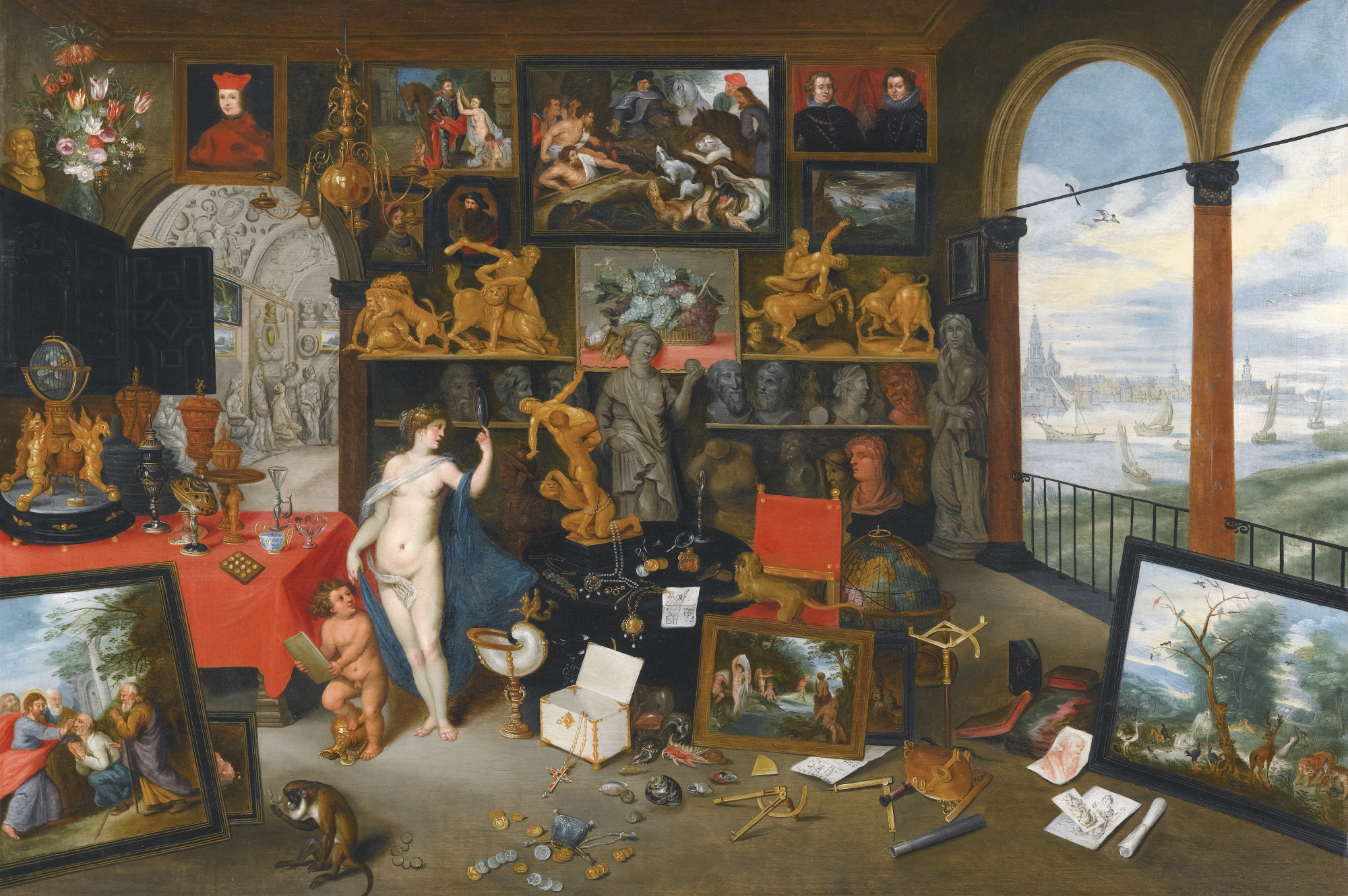
Cabinet d'art avec Vénus, par l'atelier de Jan Brueghel le Jeune, années 1660, Collection particulière
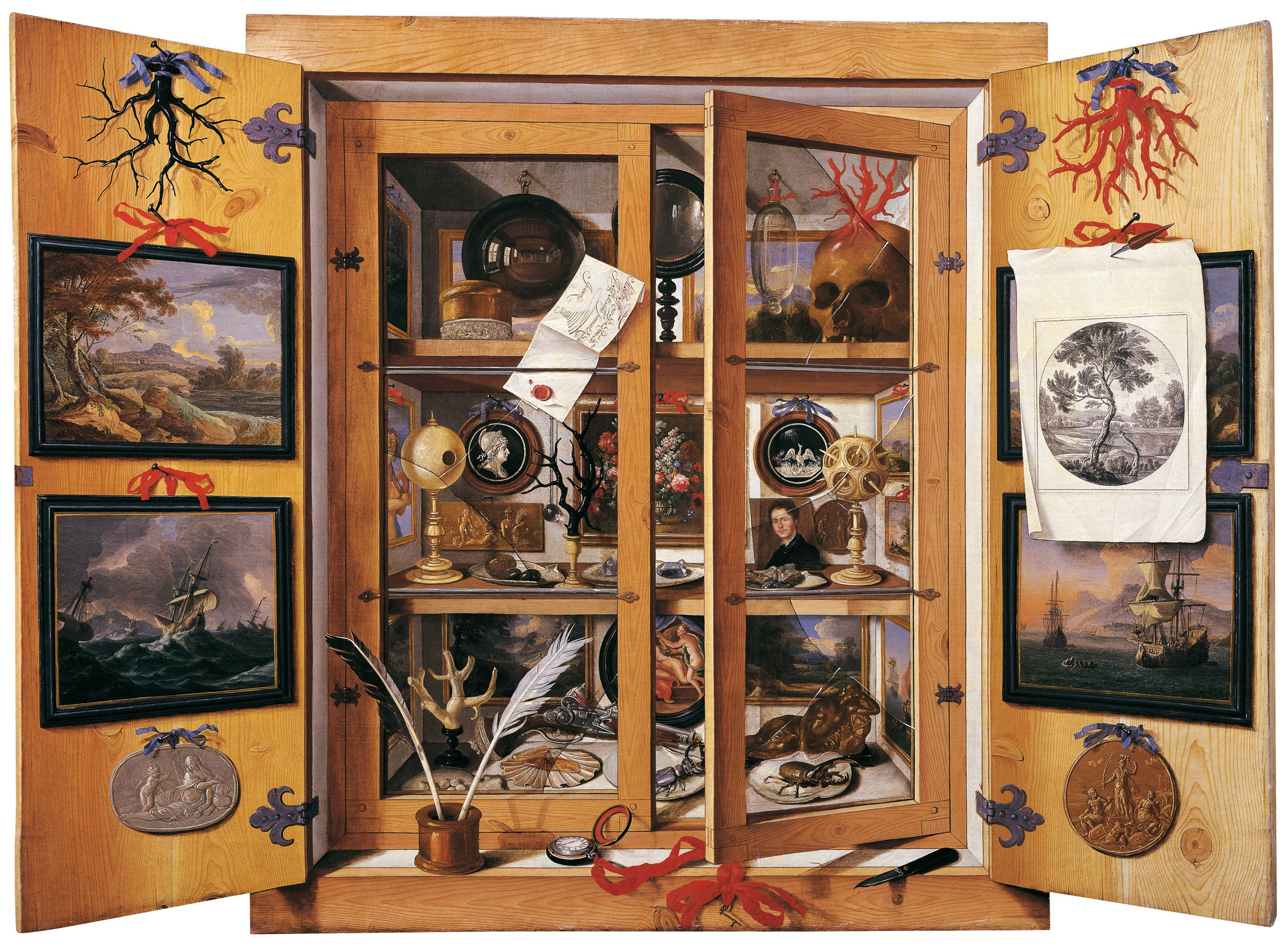
Cabinet de curiosités, par Domenico Remps (d) (années 1690), Office de la Pierre dure
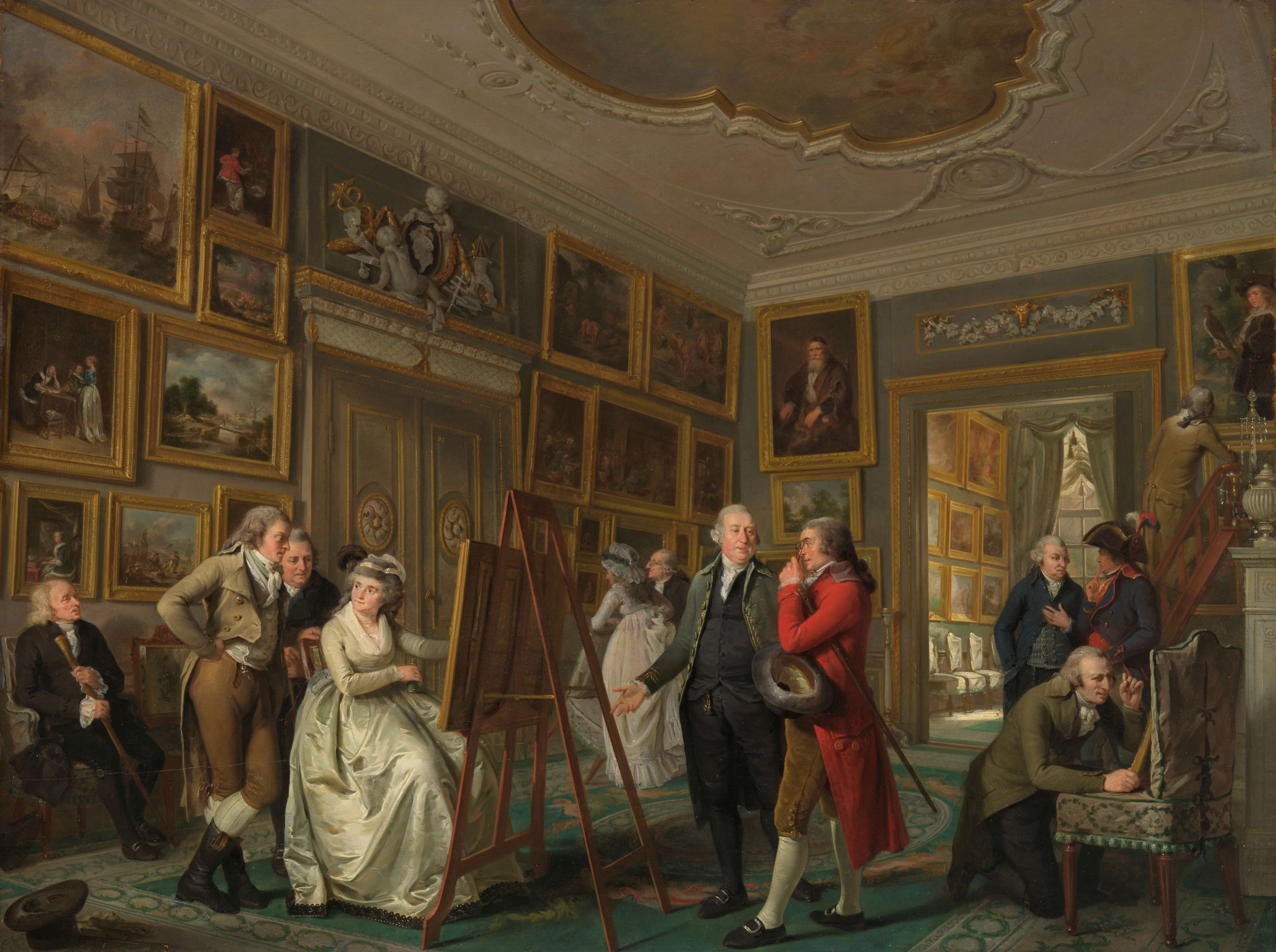
La Galerie d'art de Jan Gildemeester Jansz, par Adriaen de Lelie (1794-1795), Rijksmuseum
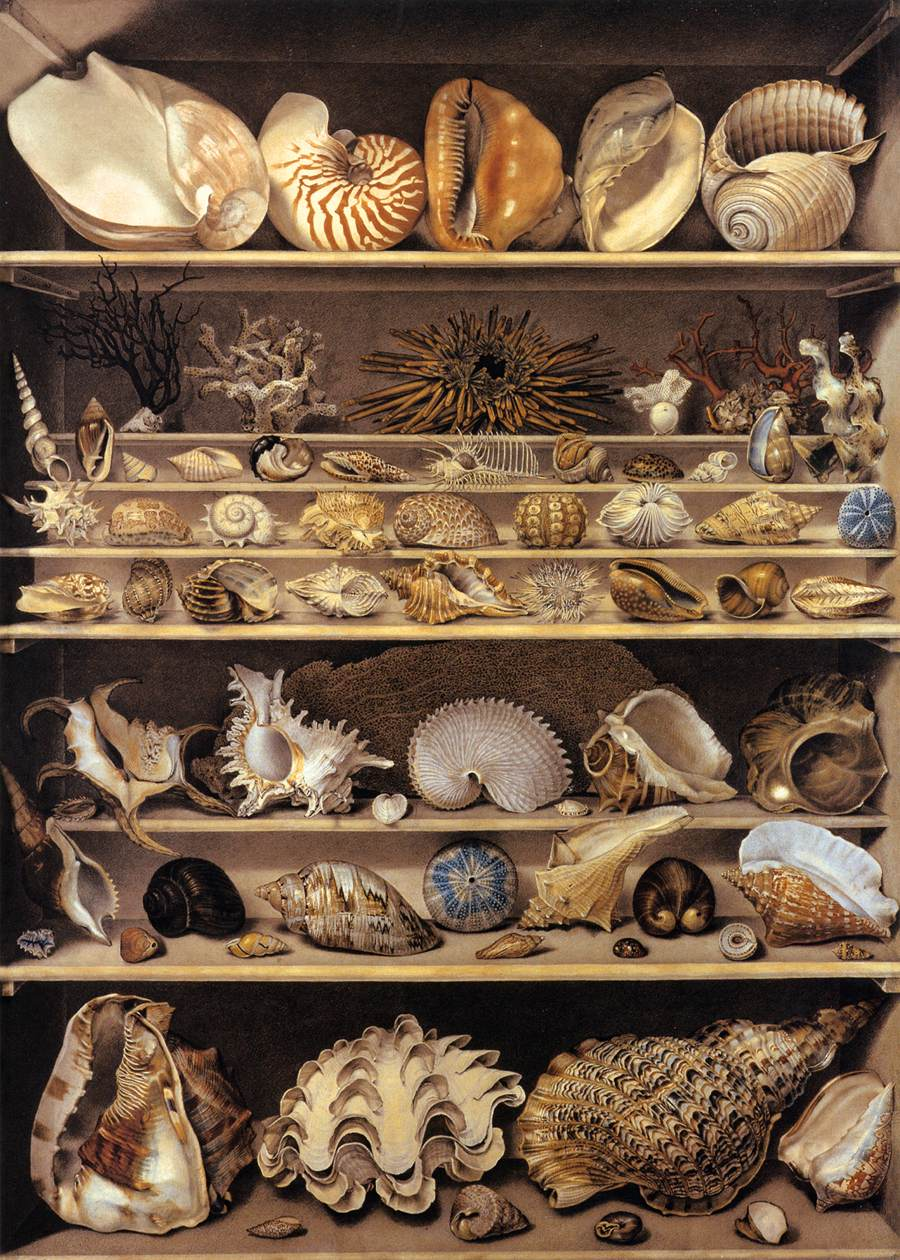
Sélection de coquillages, par Alexandre-Isidore Leroy De Barde (première moitié du xixe siècle), Musée du Louvre